# AP (singolo)
AP (abbreviazione di Audemars Piguet) è un singolo del rapper statunitense Pop Smoke, pubblicato il 26 febbraio 2021 come primo estratto dalla colonna sonora del film Boogie.

## Antefatti
In origine, la canzone doveva contenere un featuring con Rich the Kid, il quale ad aprile 2020 aveva mostrato un'anteprima del brano, allora denominato Nikes. Il 25 febbraio 2021 le etichette Victor Victor Worldwide e Republic Records hanno annunciato che il brano avrebbe svolto il ruolo di singolo apripista per la colonna sonora del lungometraggio Boogie.

## Video musicale
Il video musicale è stato reso disponibile il 17 marzo 2021.

## Tracce
Testi di Bashar Barakah Jackson e Steven Victor, musiche di Andre Loblack, Bashar Barakah Jackson, Ricardo Lamarre e Steven Victor.
1. AP – 2:51

## Formazione
- Pop Smoke – voce
- 808Melo – programmazione, produzione
- Rico Beats – programmazione, programmazione vocale, produzione
- Jaycen Joshua – mastering, missaggio

## Classifiche
| Classifica (2021) | Posizione massima |
| ----------------- | ----------------- |
| Austria           | 66                |
| Canada            | 30                |
| Francia           | 128               |
| Germania          | 85                |
| Grecia            | 15                |
| Irlanda           | 61                |
| Islanda           | 27                |
| Lituania          | 75                |
| Paesi Bassi       | 73                |
| Portogallo        | 149               |
| Regno Unito       | 56                |
| Stati Uniti       | 64                |
| Svizzera          | 41                |